# María Luisa López Fernández
María Luisa López Fernández   (Madrid, 6 d'agost de 1940) és una botànica espanyola.
Va llicenciar-se en Farmàcia a la Universitat Complutense de Madrid i, després, va obtenir el seu doctorat a l'Institut Cavanilles, de la Universitat de València. La seva germana, Soledad, és geògrafa. El 1973 va ser nomenada professora agregada de Botànica, en l'especialitat de Criptogàmia i Fanerogàmia, de la Facultat de Ciències de la Universitat de Santiago de Compostel·la. Des d'allà, el 1981 va obtenir la plaça de catedràtica de Botànica de la facultat de Ciències de la Universitat del País Basc. Posteriorment, desenvolupà activitats acadèmiques i científiques al departament de Botànica de la facultat de Ciències Biològiques de la Universitat de Navarra, entre les quals contribucions continuades a l'herbari del centre. El 1999 va esdevenir membre del comitè consultiu, format per quinze experts, del V Programa Marc de la Comissió Europea, per assessorar en matèria de canvi global del clima i biodiversitat i establir prioritats en la recerca científica. López va jubilar-se l'agost de 2010. No obstant això, ha continuat treballant en l'àmbit de la botànica, fotografiant espècies de plantes per a una web del Govern de Navarra.